# Nitroalkan oksidaza
Nitroalkan oksidaza (EC 1.7.3.1, nitroetanska oksidaza, NAO, nitroetan:kiseonik oksidoreduktaza) je enzim sa sistematskim imenom nitroalkan:kiseonik oksidoreduktaza. Ovaj enzim katalizuje sledeću hemijsku reakciju
nitroalkan +H2O + O2 {\displaystyle \rightleftharpoons } aldehid ili keton + nitrit +H2O2
Za rad ovog enzima je neophodan FAD. Nitroetan je fiziološki supstrat. On takođe deluje na nekoliko drugih nitroalkana, uključujući 1-nitropropan, 2-nitropropan, 1-nitrobutan, 1-nitropentan, 1-nitroheksan, nitrocikloheksan i neke nitroalkanole.

## Literatura
- Nicholas C. Price; Lewis Stevens (1999). Fundamentals of Enzymology: The Cell and Molecular Biology of Catalytic Proteins (Third изд.). USA: Oxford University Press. ISBN 019850229X.
- Eric J. Toone (2006). Advances in Enzymology and Related Areas of Molecular Biology, Protein Evolution (Volume 75 изд.). Wiley-Interscience. ISBN 0471205036.
- Branden C; Tooze J. Introduction to Protein Structure. New York, NY: Garland Publishing. ISBN 0-8153-2305-0.
- Irwin H. Segel. Enzyme Kinetics: Behavior and Analysis of Rapid Equilibrium and Steady-State Enzyme Systems (Book 44 изд.). Wiley Classics Library. ISBN 0471303097.

## Spoljašnje veze
- Nitroalkane+oxidase на 